# Heteronychia mcgoughi
Heteronychia mcgoughi är en tvåvingeart som först beskrevs av Zumpt 1972.  Heteronychia mcgoughi ingår i släktet Heteronychia och familjen köttflugor. Inga underarter finns listade i Catalogue of Life.